# Cornucopia (araldica)
In araldica la cornucopia simboleggia abbondanza, agricoltura, concordia, felicità e provvidenza.
È detta anche corno dell'abbondanza, significato letterale dal latino cornu ("corno") e copia ("abbondanza").

D'azzurro, al castello d'oro su un monte di tre cime di verde, sormontato da una cornucopia d'oro (Châtel, Francia)
Una cornucopia d'oro nell'emblema del Perù
Due cornucopie d'oro (stemma di Caserta)